# Acta de consagración de la iglesia de Santa María de Manlleu
El acta de consagración de la iglesia de Santa María de Manlleu es un documento redactado en latín con fecha 8 de noviembre del año 906 en el que se cita por primera vez la población de Manlleu. Se conserva en el Archivo de la Corona de Aragón en Barcelona.
En 1072 se hizo una copia que es conocida indirectamente a través una transcripción de 1151 que se guardaba en el archivo parroquial y, al parecer, desapareció durante la guerra civil. 
En este documento el vicario Fedancio, con autorización del obispo Idalguer, dota a la iglesia de Santa María, que afirma haber reconstruido, del patrimonio suficiente para su mantenimiento y el de sus clérigos así como de cinco libros necesarios para el culto. La iglesia estaba sujeta a la de Sant Esteve de Corcó (actualmente conocida como Vilacetrú o el Poquí) y recibe los diezmos de un territorio que parece coincidir con el del actual término municipal de Manlleu, si bien algunos lugares son difíciles de localizar por no haber dejado rastros en la toponimia.
Además de encontrarse citado por primera vez el topónimo “Manlleu” (en las formas Mauseolo y Masleolo) el documento cita otros topónimos algunos de los cuales existen todavía como Madiroles, Saniàs (Sanillars) y Clavelles. El texto nos proporciona también información sobre el aspecto del lugar en la época: el actual barrio de Baix Vila (centro de la población) estaba ocupado por un bosque de sauces; al sur del cerro donde se halla la iglesia había una fuente y un camino (seguramente coincidentes con la actual Font de les Tres Creus y el carrer del Pont). Hay también referencias al pasado: la iglesia se reconstruye en el mismo lugar donde se alzaba con anterioridad (y en el que quedan algunas “paredes viejas”) y se sujeta a la de Sant Esteve de Corcó (“como en los tiempos antiguos”).
La reconstrucción y consagración de la iglesia se produjeron en el contexto de la repoblación de la comarca de Osona que inició el conde Wifredo el Velloso a partir de 879 para volver a revitalizar un territorio que había quedado despoblado tras la revuelta de Aysun contra los musulmanes.